# Ганда
Га́нда (луганда, ваганда, баганда) — народ групи банту у Східній Африці; найчисельніший з 43-х народів в Уганді.

## Чисельність і територія проживання
Люди ганда (одн. муганда, мн. баганда) населяють історичну область (королівство) Буганда, між озерами Вікторія та Кьога (суч. провінція Буганда).

Ганда на мапі етній Уганди

Чисельність ганда — понад 3,5 млн осіб (1991) в Уганді або бл. 20 % населення країни (1972); також близько 10 тисяч осіб у Танзанії (1997).

## Мова і віросповідання
Мова ганда (луганда), що належить до північної групи мов банту, є другою найпоширенішою мовою спілкування (поруч з англійською) в Уганді. Нею ведуться радіопрограми, видаються газети, навчаються діти у школі, проте половина ганда є малописьменні.
Писемність мови луганда існувала ще в XIX ст. — на основі арабської графіки, у 1-й пол. ХХ ст. — створено абетку на основі латинки.
Мовою луганда існує художня література. Баганда мають свою національну інтелігенцію.
За віросповіданням серед ганда більшість християни (католики та протестанти — англіканці), але є також мусульмани-суніти (20 %) й прибічники традиційних культів.

## Історія
Ганда є частиною бантумовних мігрантів з Центральної Африки, які прийшли на території сучасної Уганди не раніше початку 2-го тисячоліття.

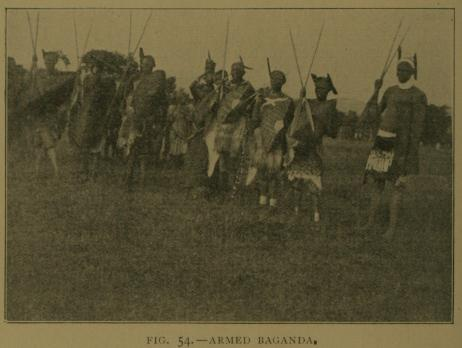
Лугандійські воїни, кін. XIX ст.

Ганда склали етнічну основу ранньодержавного утворення Буганда (на зламі ХІІІ-XIV ст.ст. — XIX століття), в якій на час проникнення європейців (1858 рік) була сформована сильна централізована влада, діяли системи судів та стягнення податків і мит, постійна армія тощо.
У XVIII—XIX ст.ст. Буганда за розвитком економіки і культури стояла вище від сусідніх народів та їх об'єднань. Ганда здавна практикували обробку землі мотикою, плавку міді, добування золота. Вже в 2-й пол. XIX ст. феодальні відносини в Буганді були основними. По всій країні ще на початку XIX ст. встановилась єдина одиниця обміну — раковина молюска каурі.
1875 року, за царя (місцева назва «кабака») Мтеза, чисельність війська досягала 150 тис. чол., був флот з 300 кораблів. Баганда знали вогнепальну зброю.
Історія колонізації Буганди починається з 2-ї пол. XIX ст. Скориставшись внутрішньою боротьбою з арабами наступника Мтеза кабаки Мван-га, англійці, підтримавши його, уклали «договір» про встановлення британського протекторату. Це призвело до дальшого зубожіння населення, — в нього відібрано найкращі землі для колонізаторів, запроваджено вищі податки, примусову працю на фермах і підприємствах колонізаторів тощо.
У ХХ ст. боротьбу трудящих протекторату Уганда проти колоніалізму за здобуття незалежності очолив Національний конгрес Уганди. З 1962 року (рік проголошення незалежності Угандою) баганда — провідний етнос країни.
Ганда — традиційно найбільш урбанізований народ Уганди — бл. 50 % ганда живе в містах.

## Традиційні заняття
Землеробські культури — банани (їх насадження є обов'язковим у кожному сімейному господарстві), тютюн, бобові, просо, кукурудза, солодка картопля, арахіс, касава, бавовник.
Розведення великої рогатої худоби, кіз, курей. Тваринництву на заваді поширення мушки цеце. Мисливство і рибальство.
Ремесла — чинбарство, гончарство, ковальство, плетіння, виробництво луб'яної матерії (мбуґу).
Невелика частина ганда зайняті в торгівлі, зараз — в енергетичній, видобувній та інших галузях промисловості тощо.

## Духовна культура і вірування
Традиційні вірування ганда — політеїзм з пантеоном богів, що уособлюють природні сили, та обожнюванням царя.
Поширена народна медицина — ганда постійно радяться зі знахарями та віра в амулети та заступництво духів-покровителів.
Розвинутий казковий, пісенний і танцювальний фольклор.